# Rajko Ljubić
Rajko Ljubić je srbijanski filmski redatelj iz Vojvodine, iz Subotice, rodom bački Hrvat. Režira ponajviše dokumentarne filmove, kratke igrane filmove i dugometražne filmove na temu bačkih Hrvata: Bunjevaca i Šokaca.
Brojne je svoje filmove darovao Katolički institut za kulturu, povijest i duhovnost Ivan Antunović.
Dobitnik je nagrade "Dr Ferenc Bodrogvári" 2003. za dokumentarni film „Divojke slamarke” i produkciju kazališne predstave „Ždribac zlatne grive”.
Dobitnik je Antušove nagrade za posebne zasluge 2006.
Film ”Božić na salašu” Rajka Ljubića dobio je prvu nagradu na 15. međunarodnom festivalu etnološkog filma u Beogradu 2006. g. 
2010. godine godine dobio je prvu nagradu Hrvatske matice iseljenika dodijelilo je prvu nagradu na natječaju Silvije Strahimir Kranjčević za prozu za kratku priču „Ja, mačak".

## Djela
- Balint Vujkov, dokumentarni film, 1993., tema: hrvatski književnik iz Vojvodine Balint Vujkov
- Ivan Antunović, dokumentarni film, 1993., tema: hrvatski svećenik iz Vojvodine Ivan Antunović.
- Uskrs u Subotici, dokumentarni film, 1994., tema: Uskrs u Subotici.
- Dužijanca, dokumentarni film, 1994., tema: hrvatska žetvena manifestacija sa sjevera Bačke Dužijanca
- Subotički tamburaški orkestar: Kao kap vode na dlanu, glazbena video-kazeta, 1995., tema: Subotički tamburaški orkestar
- Subotički tamburaški orkestar: Prvih 25 godina, dokumentarni film, 2001., tema: Subotički tamburaški orkestar
- Sinagoga u Subotici, dokumentarni film, 2002., tema: subotička sinagoga
- Dužijanca 2002., dokumentarni film, 2002., tema: hrvatska žetvena manifestacija sa sjevera Bačke Dužijanca
- Đuga, kratki igrani film, 2002., po pripovijetci Luke Stilinovića
- Tri slamarke, tri divojke, dokumentarni film, 2002., tema: osebujna bačka hrvatska likovna umjetnost izrade slika od slame i likovne umjetnice slamarke Marga Stipić, Mara Ivković Ivandekić i Jozefina Skenderović
- Pjesnik Jakov Kopilović, dokumentarni film, 2002., tema: hrvatski pjesnik iz Vojvodine Jakov Kopilović
- Kruv naš svagdanji, dokumentarni film, 2003.
- Slikar Stipan Šabić, dokumentarni film, 2003., tema: hrvatski slikar iz Vojvodine Stipan Šabić
- Vrepčije gnjizdo, kratki igrani film, 2003.,
- Književnik Matija Poljaković, dokumentarni film, 2003., tema: hrvatski književnik iz Vojvodine Matija Poljaković
- Pripovitka o dijalektu, dokumentarni film, 2003.
- Sto godina Karmelićanskog samostana u Somboru, dokumentarni film, 2004., tema: karmelićanski samostan Gospe Karmelske i sv. Stjepana kralja u Somboru
- Jeka mog ditinjstva, kratki igrani film, 2004.,
- Salaši u Bačkoj – njihov nestanak, dokumentarni film, 2005. (suautor s Alojzijem Stantićem), tema: salaši u Bačkoj i gubljenje uloge koju su nekad imali
- Božić na salašu, dokumentarni film, 2005., tema: Božić i salaš
- Ana Bešlić, dokumentarni film, 2005., tema: hrvatska kiparica iz Vojvodine Ana Bešlić
- Profesor Bela Gabrić, dokumentarni film, 2005., tema: hrvatski kulturni djelatnik iz Vojvodine Bela Gabrić
- Sudija i slikar Ivan Tikvicki–Pudar, dokumentarni film, 2005., tema: hrvatski slikar, sudac po zanimanju, Ivan Tikvicki Pudar
- Proslava stogodišnjice Karmela u Somboru, dokumentarni film, 2005., tema: proslava stoljeća karmelićana u Somboru
- Pivaj Bačka veselo, monodrama, kratki igrani film, 2006. (na tekst Milivoja Prćića, posvećen nogometnom klubu Bačka iz Subotice)
- Pere Tumbas Hajo - muzika je bila njegov govor, dokumentarni i portret film, 2006., tema: hrvatski glazbenik iz Vojvodine Pere Tumbas Hajo
- Tkanje i vezovi, etnografsko dokumentarni film, 2006., tema: narodna tkanja i vezovi.
- Čukundidino zrno ora, animirani film, 2006. (prema pripovijetci Balinta Vujkova, na ikavici bunjevačkih Hrvata)
- Cilika Dulić – naivna slikarica, dokumentarni film, 2006.
- Cecilija Miler – slikarica, dokumentarni film, 2007., tema:
- Bela Duranci – istoričar umjetnosti, dokumentarni film, 2007., tema:
- Otvoreni Montesori program, dokumentarni film, 2007., tema:
- Akademik Ante Sekulić, dokumentarni film, 2007., tema:
- Sve arende u sluge Ente, prema pripovijetci Tomislava Žigmanova Prid svitom - saga o svitu koji nestaje, 2008. [2], tema:
- Čuvari Božjeg groba dokumentarni film, 2008., tema:
- Kata Stantić – jedan život, dokumentarni film, 2008., tema:
- Pjesnik Vojislav Sekelj, dokumentarni film, 2009., tema: hrvatski pjesnik iz Vojvodine Vojislav Sekelj
- 20 godina DSHV-a, dokumentarni film, 2010., tema:
- "Olga Šram, povjesničarka umjetnosti", dokumentarni film, 2010., tema: hrvatska povjesničarka umjetnosti iz Vojvodine Olga Šram
- "Vrijeme otkupa", dokumentarni film, 2011.
- "Roko i Jula", dugometražni igrani film, 2014. Snimljen je i produciran u okviru sekcije Hrvatskog akademskog društva iz Subotice, u koprodukciji s Yellowbrick Production iz Subotice. Snimljen je u tehnici HD, video omjera 16:9. Film je žanra "bunjevačke tragedije". Scenarij je po motivima drame Williama Shakespearea Romeo i Julija.
- "Svatovski narodni običaji Hrvata Bunjevaca u subotičkom kraju", dokumentarni film, 2015., tema: svatovski običaji od kraja 19. stoljeća do danas

Osim toga Rajko Ljubić je snimio i radio drame:
- Tijekom listopada 2007., Radio-Subotica je u režiji Rajka Ljubića, snimila radio-drame po djelu Matije Poljakovića "Č'a Bonina razgala", i to s glumcima-amaterima (iz razloga što profesionalnih glumaca Hrvata u Subotici u to vrijeme jednostavno nije bilo). Snimanje ove radio-drame je dio predviđenog niza radio drama Radia-Subotice, programa na hrvatskom jeziku.[3]
- radiodramska serija Na vrbi svirala od 12 drama, 2008.
- radiodramska serija Slike XX. stoljeća od 20 dokumentarnih drama, 2009.
- radiodramska serija 3: "Bajke i priče za djecu" od 10 igranih radio drama, 2010.
- radiodramska serija 4: "Čudna snaga – priče Antuna Gabrića" od 12 monodrama, 2011.
- radiodramska serija 5: "Pola sata povijesti o gradu Subotici" od 10 emisija, 2012.

## Vanjske poveznice
- Zvonik Popis darovanih filmova
- (srp.) Dnevnik, Novi Sad Dodjela nagrada "Ferenc Bodrogvary"
- culturenet_hr - Infoservis - Filmska tribina i projekcije filmova o Bunjevcima